# ファニー・ブロック・ワークマン

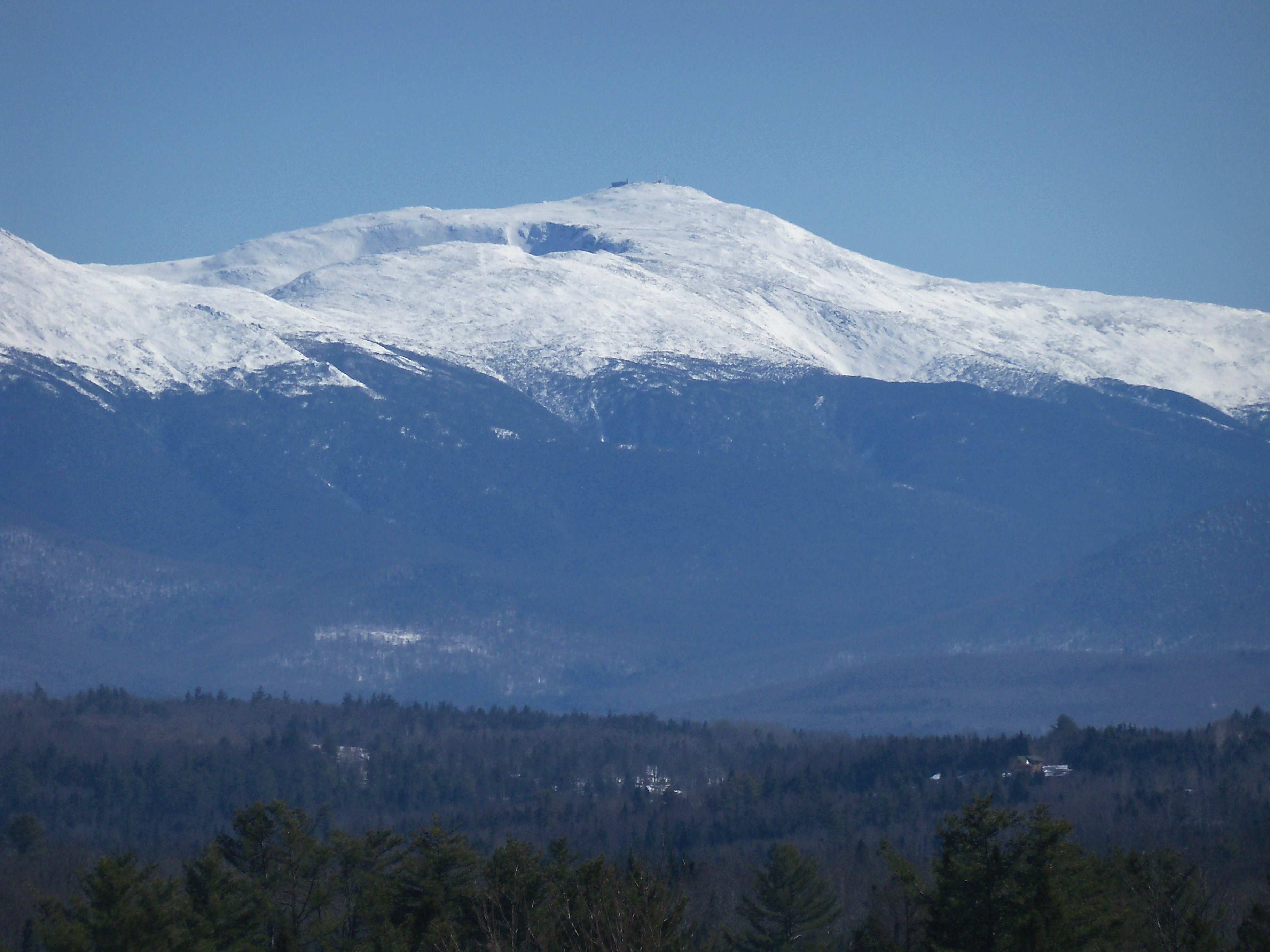
ニューハンプシャー州ワシントン山、ファニー・ワークマンはこの山に登ることで登山を愛するようになった

ファニー・ブロック・ワークマン（英: Fanny Bullock Workman、1859年1月8日 - 1925年1月22日、以下ではファニーと記す）は、アメリカ合衆国マサチューセッツ州出身の地理学者、地図制作者、探検家、旅行記作家、登山家であり、特にヒマラヤ山脈での実績が名高い。女性では初の職業登山家であり、探検しただけでなく、その冒険について記録も残した。女性が昇った最高点到達記録を何度か更新し、夫と共に8冊の著作を著した。また女性の権利と参政権の運動家でもあった。

## 生い立ち
ファニー・ブロックは1859年1月8日にマサチューセッツ州ウースターで、ピルグリム・ファーザーズの子孫である裕福で貴族的な家庭に生まれた。3人兄弟の末っ子だった。母はエルビラ・ハザード、父はアレクサンダー・H・ブロックであり、実業家、共和党員のマサチューセッツ州知事を務めた者だった。ファニーはまず母から教育を受けた後で、ニューヨーク市にあったミス・グラハムのフィニシング・スクールで学び、その後はパリ、さらにドレスデンで時を過ごした。トマス・ポーリーはファニーに関する短い伝記で「ファニーの初期はその特権意識に束縛されることでイライラしていた」と書いている。当時の彼女の作った少数の話が残っており、冒険に関する彼女の興味を物語っている。その中の1つは「休暇中の話」であり、彼女は社会を軽蔑する美しく貴族的なイングランドの少女を物語っている。彼女はグリンデルヴァルトに逃げ出し、そこで優秀なアルピニストになり、あるアメリカ人と結婚する。この話はファニー自身の生活を要約しており、山々への愛情である旅行熱や、女性の権利への関わりが入っている。1886年、ファニーは「ニューヨーク・マガジン」に短編小説を掲載し、時代設定はフィリップ王戦争（1675年）で「白人少女が捕まり脱出すること」を描いた。この話の書評は「大変楽しく夢中にさせるようなスタイルで語られ」ていると述べていた。
1879年、ファニーはアメリカ合衆国に戻り、1882年6月16日に12歳年上のウィリアム・ハンター・ワークマンと結婚した。ウィリアムも裕福な貴族で、教養ある家庭の出であり、イェール大学を卒業し、ハーバード大学で医師としての訓練を受けていた。1883年または1884年、娘のラチェルが生まれた。
結婚後にウィリアムがファニーに登山を教え、ニューハンプシャー州のホワイト山地で夏の多くの時間を過ごし、ワシントン山（標高6,293フィート、1918 m）には数回登った。アメリカ合衆国北東部で登山することで、他の女性とともにその能力を開発できることになった。ヨーロッパのクラブとは異なり、ホワイト山地のアメリカ人の登山クラブは女性もメンバーになれ、女性に登山を奨励していた。彼らは家庭内でも運動競技でもアメリカの女性の新しい形を奨励しており、ファニーはこのイメージを熱狂さをもって迎えた。1886年までに、ニューイングランドで女性はハイキングの遠征のときに男性の数を上回ることがあるようになっていた。ジェニー・アーニー・スタイナーは、その地域での登山に関する性別動態についての記事で、この成長過程の経験がファニーをして女性の権利運動に関わらせるようにしたと述べ、「当時の男性であれ女性であれ、他の良く知られた国際的な登山家といえども、女性の権利について彼女ほど公然とまた熱心に語った者はいなかった」と指摘していた。しかし、ワークマン夫妻のどちらも彼らの住んでいたウースターの田舎暮らしを嫌っており、ヨーロッパで住むことに憧れていた。ファニーとウィリアム双方の父が死んだ後、その莫大な資産を残し、夫婦は最初の大きなヨーロッパ旅行に出発した。行き先はスカンディナヴィアとドイツだった。

## ヨーロッパへの移動と自転車旅行

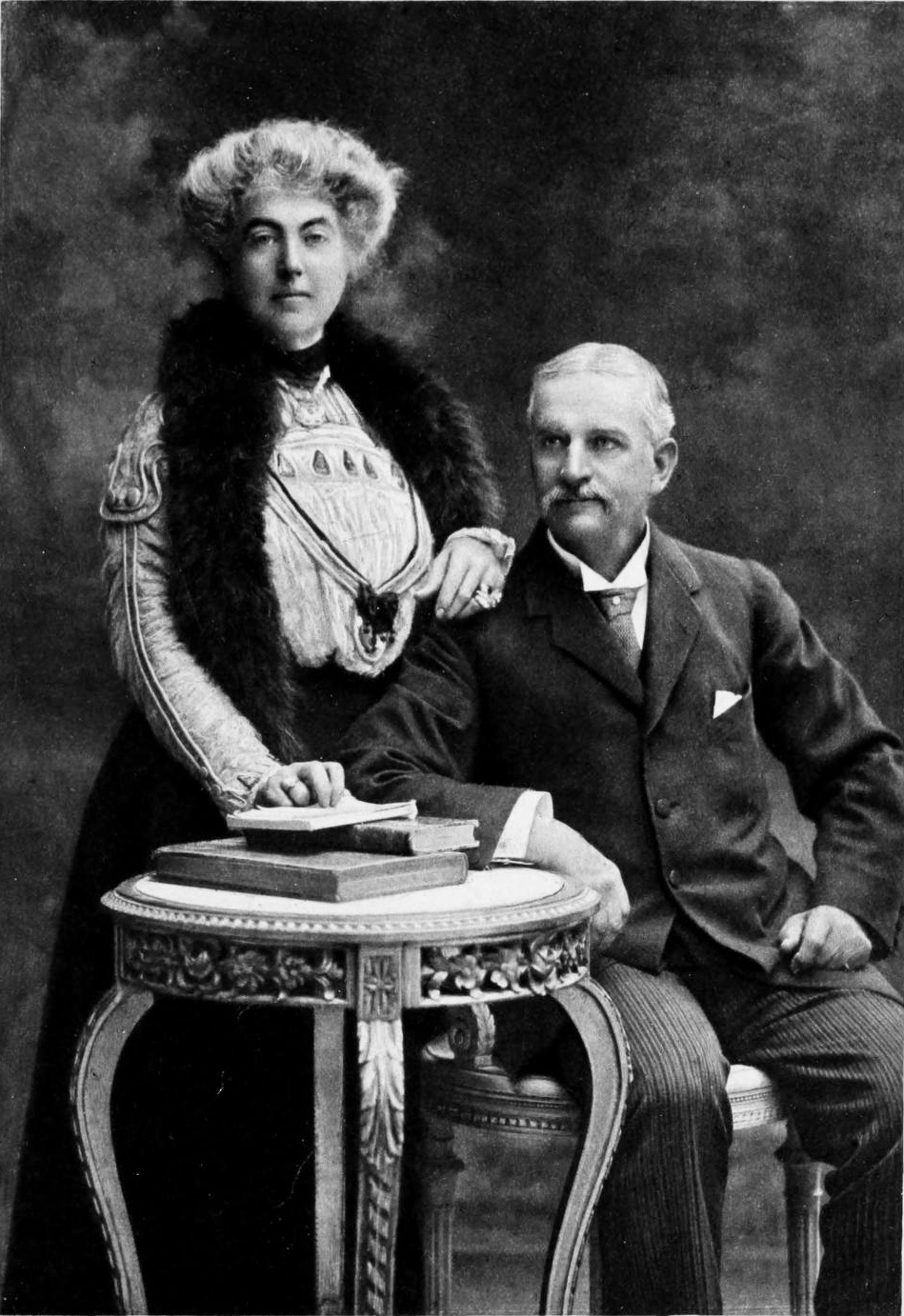
ファニーとウィリアム

1889年、ワークマン家はウィリアムの健康を理由にドイツに移転したが、ポーリーはこれが単に口実に過ぎなかったと推測しており、事実ウィリアムは驚くほど急速に快復した。ドレスデンに到着してから間もなく、夫婦の2番目の子供であるジークフリートが生まれた。ファニーとウィリアムはこうして2人の子供を得ていたが、ファニーは妻であり母であるという社会的に受け入れられる役割に落ち着くことを拒否し、その代わりに著作家かつ冒険家になった。1800年代の理想とされた女性らしさとは異なった活発な生活を送った。フェミニストとして、自分は困難な生活でも男性と同等かそれを超えることができる例だと考えた。当時の新しい女としての精神を実現できると考えた。さらには、ミラーが女性探検家に関する著作で指摘しているように、当時の理想の家庭は大きなものであり、避妊に関する情報は容易に得られなかったので、ウィリアムの医学の知識が貴重なものだったに違いないということである。ワークマン家は長い旅行をする間、子供たちを子守に預けた。1893年、ジークフリートがインフルエンザと肺炎の合併症で死んだ。その死後、ポーリーに拠れば、ワークマンは自転車旅行を通じて積極的に新たなアイデンティティを求め、それは妻や母という伝統的な責任から開放されるものであり、「彼女の」興味や大望に合わせることを認めるものだった。夫妻は1912年にあった娘の結婚式も、カラコルム山脈を探検していたので、出席できなかった。
ワークマン夫妻は共に世界を探検し、8冊の紀行本を共著し、その中で旅した地域の人々、芸術、建築について叙述していた。その作品の中で他の著作家について触れていたように、旅行記のジャンルに貢献していることに気付いていた。その登山に関する語りはそれら遠隔の、人も住まない地域の文化についてはあまり触れていない。その著作の愛読者のために日没について抒情的に記述し、科学的な指導者のためには氷河など地形的な特徴を詳細に説明していた。王立地理学会のような権威ある組織に訴えるためには、その著作の中に科学的な要素を付け加えた。ファニーは、その登山家たちの目には科学がより根拠を与えるものになるとも考えたが、それは読者にとっては苦痛になった。夫婦の自転車旅行に関する語りは概して、山登りに関する記述よりも読者から好意的に受け入れられた。ファニーは紀行本の大半を執筆し、その中に、旅したどこであっても女性の窮状について広範にコメントを入れた。
ステファニー・ティングレーは、その百科事典のワークマンによる紀行本に関する記事で、女性が経験する困難さ、ならびに社会において彼女が出逢った女性の地位の低さについてフェミニストの観点から批判があると記している。女性の権利について、強い意志を持ち声に出して訴える支持者として、その能力を示し、他の女性が生きている不平等に焦点を当てることに、その旅行を使った。しかし、夫妻の紀行本は一人称複数形あるいは三人称単数形で書かれており、そこに述べられている見解や意見がウィリアムのものか、ファニーのものなのか、はっきりと識別することは困難である。ワークマン夫妻の作品は、出逢った人々を説明する時に植民地主義者であり、「風変りあるいは異常」なことと観察しており、「最悪の場合は原始人あるいは人間以下の者」と見ている。しかし、彼らが出会った人々が彼らを類似した光の中で見ていることを明らかにしたときに、時として彼等自身の偏見に気付いていることを示している。
1888年から1893年、ワークマン夫妻はスイス、フランス、イタリアに自転車旅行を行った。1891年、ファニーはモンブランに登った最初期の女性となった。ユングフラウやマッターホルンに登った最初期の女性でもあった。そのガイドはピーター・タウクヴァルダーであり、イギリスの登山家エドワード・ウィンパーと最初に登った者でもあった。1893年、ワークマン夫妻はヨーロッパ以外を探検することに決め、アルジェリア、インドシナ、インドに向かった。このこれまでより長い旅はファニーのアイディアだった。夫妻の最初の長距離旅行は1895年のスペインを通る2,800マイル (4,500 km) の自転車旅行だった。2人ともそれぞれ20ポンド (9.1 kg) の荷物を積み、1日45マイル (72 km) を走り、時には80マイルまで伸ばすこともあった (130 km)。その後にこの旅について『現代のイベリアにおける自転車旅のスケッチ』を共同で著した。その本の中で、スペインについて「素朴で、奇妙で、チャーミング」と表現していた。これはよくある旅行記の書き方であり、彼らの本は新鮮でもオリジナルなものにもならなかった。『アルジェリアの記憶』の中では、田舎の美しさやロマンスに焦点を当て、愕然とさせられるような都会の状態に触れることは避けていた。しかし、スペインの社会で女性が虐待され軽視されていることは取り上げていた。

## インド

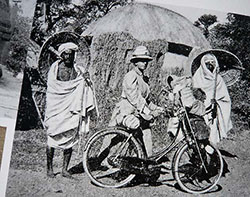
インドを自転車で旅するファニー・ブロック・ワークマン、1897年頃

ワークマン夫妻のインド、ビルマ、セイロン、ジャワへの旅は、1897年11月から2年半続き、移動距離は14,000マイル (22,400 km) に及んだ。当時のファニーは38歳、ウィリアムは50歳だった。夫妻はインドの南端から北のヒマラヤまで約4,000マイル (6,400 km) を自転車で移動した。物資供給点にアクセスするのを確実にするために、鉄道に近い幹線道路を進み、時には他に宿泊施設が無いときに鉄道で眠って部屋が空くのを待つことを強いられることもあった。携行するのは最小限の物資であり、茶、砂糖、ビスケット、チーズ、缶詰の肉、水、枕、毛布をそれぞれが持ち、筆記用具や医薬品、修理用具もあった。インドの北端では自転車を処分し、標高14,000フィート (4,300 m) から18,000フィート (5,500 m) の峠を歩いて越えた。この旅は過酷なものだった。食料や水がほとんど無くなることも多く、蚊の大群に対応したり、1日に40回も自転車のタイヤのパンクを修理したり、ネズミが這いまわる宿舎で眠ったりした。この旅の後で書かれたファニーの本では、当代の文化よりも彼らが見てきた古代の建築に焦点を当てていた。夫妻は、当時の西洋人としてはインドの歴史に関する豊富な知識を持っており、旅の前に『ジャータカ』、『マハーバーラタ』、『ラーマーヤナ』を既に読んでいた。これらの叙事詩を生み出した文化について学ぶことに熱心であり、そこで生活する人々と交流するよりも、古代史について学ぶために多くの時間を費やした。

### 労働者問題
1898年夏、ワークマン夫妻は暑さを避けて、ヒマラヤ西部とカラコルムを探検することにした。カンチェンジュンガの付近を探検し、続いてシッキム州を旅し、最後は東のブータンとの国境になっている山地を探検するつもりだった。役所の手続き上の難しさや天候の問題もあり、その計画通りには進まなかった。最も重大な問題は労働者に関するものだった。夫妻は45人のポーターを雇い、基本的な山岳行のための装備をさせ、食料を購入したが、裕福なアメリカ人に関する報せが村の中で出回った途端に費用が急高騰した。出発できたのはやっと10月3日になってからであり、その時には冷たい気象が近づいていた。ワークマン夫妻はその著作の中で、彼らが雇ったポーターについて苦情を記していた。それらポーターは共に働くのが難しく、1日に5マイル (8 km) 以上進むのを拒んだ。旅に出て3日経ったときに積雪に出逢い、ポーターたちが反乱を起こした。そのような寒い状態では働くのを拒んだので、全隊がダージリンまで引き返すことを強いられた。
ワークマン夫妻は常に労働者の問題に悩まされ続け、数か月にわたる遠征に必要な量の物資を運べなかったために、道具を運ぶ地元ポーターを必要としていた。装備としてママリー・テント、羽毛の寝袋、カメラ一式、科学装置があり、それに大量の食料があった。ポーターたちは遠征の全体に懐疑的だった。地元の者はめったに山に登らず、また女性から命令を受ける習慣もなく、ファニーの立場を難しくしていた。ワークマン夫妻はこれらの問題を、へりくだることと高飛車に出ることで解決しようとした。ケネス・メイソンは1955年に著したヒマラヤ登山の歴史の中で、「ワークマン夫妻は、その旅の間に、彼等自身の欠陥の犠牲になっていた。彼らはあまりに我慢が足りず、ポーターたちの精神状態を理解しようとすることはめったになかったので、彼らから最良のものを得ようとしていなかった。」と記していた。労働者の問題は二人の遠征の全てで付いて回った。ルリー・ミラーが指摘するように、「ヴィクトリア期の旅人の中でもほとんど唯一ワークマン夫妻は、地元の人々について絶対的に同情心がなく、常識的な理解すらもなかったので、それら民の貧しさや遠隔の村にあっては、サービスや物資を要求する追随者の並びに爆発しそうになっていた」としている。ミラーはワークマンに関する章で、アメリカ人であるこの夫婦が、イギリス人探検家が持っていたようなカーストすなわち階級に関して同じ感覚を持っていなかったと言っている。「ワークマン夫妻は、彼らの国の者の大半と同様、その遠征に頭から突っ込み、その莫大なエネルギーで全ての障害に打ち勝てるものだと期待していた。彼らはインド人に対するその無情で不適な態度についてイギリス人から批判されても当然である」と記していた。

## ヒマラヤ山脈での登山
ワークマン夫妻は、始めてヒマラヤに旅した後で、登山の世界に魅せられるようになった。その後の14年間で8度その地域に旅した。そこは当時まだほとんど探検されてはおらず、地図も無い世界だった。夫妻の旅行は現在あるような軽量の装備、フリーズドライの食料、日焼け止め、あるいはラジオも無いときだった。ある遠征では、探検し、測量し、写真を撮り、最終的に発見したことを報告し、地図も作った。夫妻は責任を共有し、代わる代わる務めた。ある年ではファニーが旅の物流を手配し、ウィリアムが科学的な計画で働き、次の年はその役割を入れ替えた。
ワークマン夫妻は、ヒマラヤを初めて旅して労働者の問題を経験した後、当時としては最善で最も経験を積んだ山岳クラブのガイドであるマチアス・ザーブリッゲンを雇った。かくして1899年、地元ポーター50人とザーブリッゲンと共にビアフォ氷河の探検を始めたが、危険なクレバスや悪天候のためにスコロ・ラ氷河とその周辺の未踏峰に行き先を変えることを強いられた。ファニーが息子の名前を付けた峰であるジークフリートホーン（標高18,600フィート、5,700 m）に達し、当時としては女性の最高点到達記録になった。続いて標高17,000フィート (5,200 m) でキャンプを張り、さらに高い19,450フィート (5,930 m) の峰に登ってブロック・ワークマン山と名付けた。ここで遥かかなたにある山の景観を称賛し、その雄大な景観についてコメントを残した。彼らは世界第2位の山であるK2を見ていた。ファニーはK2を見たことが記録された最初の女性になった。最後はコーザー・ガンジ（標高20,997フィート、6,400 m）に登り、ファニーは3度連続して最高点到達記録を更新した。その登山は大変挑戦的なものだったので、新たにポーターを雇う必要があり、新しいベースキャンプを設営し、標高18,000フィート (5,500 m) 付近で夜を過ごした。翌朝、標高差1,200フィート (370 m) の壁に挑み、風に吹き曝されることになった。その頂上に近づいたときに、ファニーの指が麻痺してきたので、ピッケルを掴んでいられなくなり、ポーターの1人は彼らを捨てた。ポーリーは、「アドレナリンと絶望感で頂上に駆り立てられ、そのときの4人組は持っていた計器が気温10°F (-12 ℃) になり、標高21,000フィート (6,400 m）を計測するまで長くしがみついているだけだった。」と記している。ファニーは「緩りと、執拗で、果敢な」登山家だった。「彼女はクマのように、しっかりと片足を据え、続いて別の足でしっかりとした足場を探った」と記されている。20世紀初めの登山なので、ハーケンやカラビナのような特殊道具を持っていなかったが、そのような高度まで昇ることができた。ポーリーは、「彼女な不屈な粘り強さと高山病には無縁だったこと」でそれができたと論じている。
ファニーは旅から戻ると直ぐに、「スコットランド地理学会誌」の記事で、その功績を報告した。この旅について『ヒマラヤ山脈の氷の世界で』を著し、科学的な情報や実験を含む作品とし、彼女が改良したバロメーター（気圧計）の優秀さを売り込んだが、学術的な評論家はそれに動かされず、彼女が科学的知識に欠けていることを指摘した。一方で人気ある書評家たちはその作品を楽しみ、「我々は、ワークマン博士と夫人が近年になく注目すべき旅行記を書いたと言うことに躊躇しない」と結論付けた。

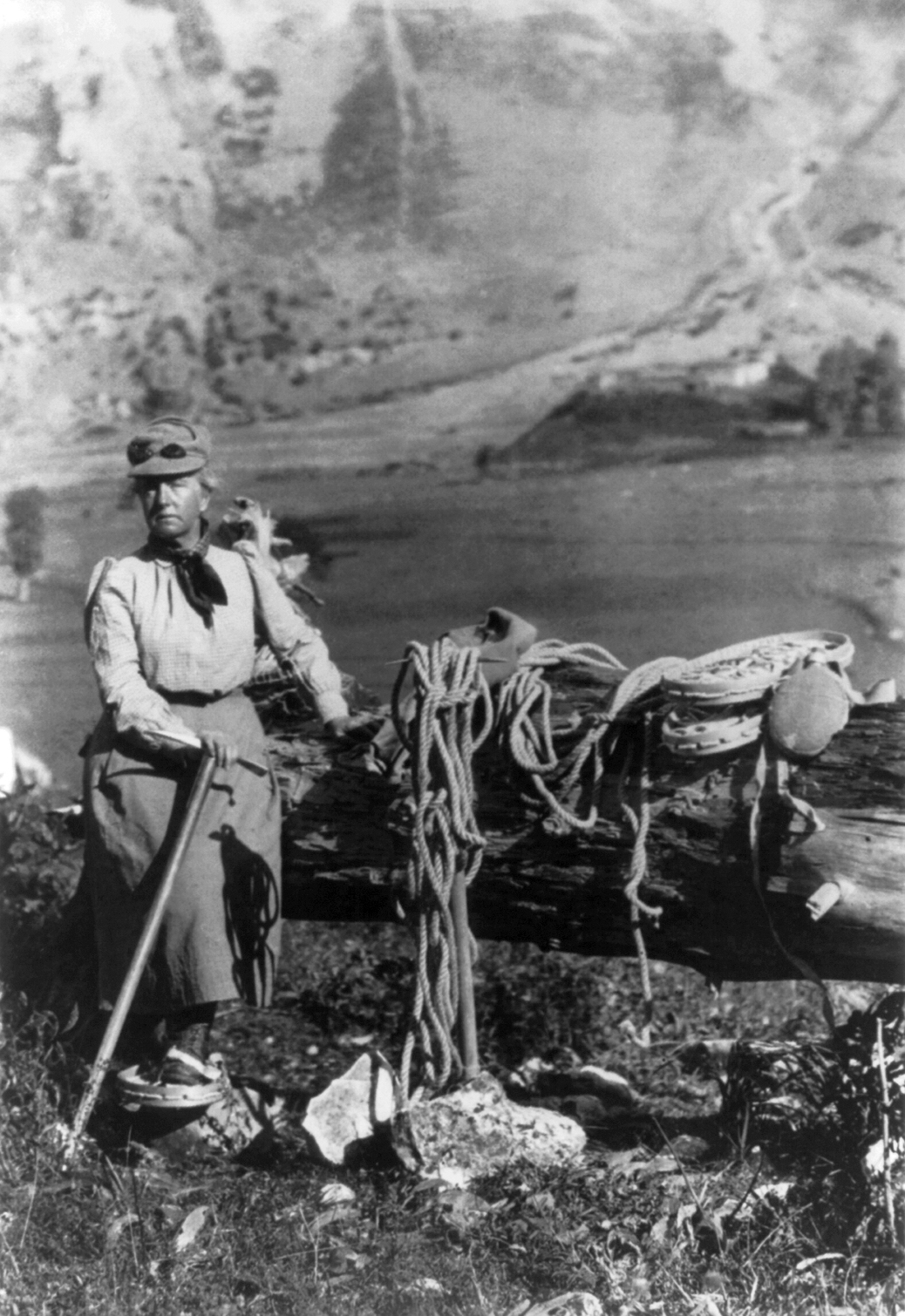
登山服を着たファニー、ある評論家は「当時のスポーツを行う婦人の服としてパンタロンは許容されていたが、ファニーはスカートをはいている。ヨーロッパやアジアで長距離を自転車で旅し、ヒマラヤの峰々に登り、クレバスを渡るときにでもある。」と記している。

1902年、ワークマン夫妻はヒマラヤに戻り、アランド（パキスタン）を出発点にチョゴ・ラングマ氷河を探検した最初の西洋人となった。80人のポーターを雇い、物資4トンを持って行ったが、その探検はほとんど絶え間のない雪と60時間の暴風に妨げられた。1903年、ガイドのサイプリーン・サボイエを雇ってホー・ルンバ氷河を歩いた。近くにあるピラミッド峰（後にスパンティク・ソスバン山脈の一部としてスパンティクと改名）と呼んだ山にも登ろうとした。最初の夜は標高16,200フィート (4,900 m) でキャンプし、次の夜は18,600フィート (5,700 m) で泊まった。ポーターが病気になったために3晩目は20,000フィート (6,100 m) ではなく19,355フィート (5,899 m) でキャンプすることを強いられ、最終的にそのポーターを後に残した。彼らは標高22,567フィート (6,878 m) の峰に登り、ファニーはまた新たな最高点到達記録を作った。ウィリアムと1人のポーターがこの遠征の目標であった針のような峰に向かった。しかし、彼らは高山病が始まる前に安全な高度まで昇ることはできないと分かり、頂上まで数百フィートの地点で登頂を断念した。
ワークマン夫妻はこの旅から戻った後、ヨーロッパ中を講演して回った。ファニーはその場に応じて英語、ドイツ語、フランス語で講演した。フランスのリヨンで講演したときは、公会堂に1,000人の聴衆が押し寄せ、700人が入れなかった。1905年、ファニーは王立地理学会で講演した2人目の女性となった（1897年5月のイザベラ・バードが最初の女性だった）。ファニーの講演の様子はロンドンの新聞「タイムズ」に掲載された。
1906年、ワークマン夫妻はカシミール地方に戻り、ヌン・クン山塊を探検した最初の西洋人となった。この旅ではアルプス地方から6人のイタリア人ポーターを雇い、他に地元の200人のポーターとサボイエがガイドとして戻ってきた。イッサーマンとウィーバーが彼らのヒマラヤ山岳史で説明しているように、ワークマン夫妻は地元のポーターを嫌っていたが、彼らを雇うしかなかった。「彼らのそうでなければ貴重な本は、彼らが心ならずも土地の支援に頼っていた、怠け者で、嘘つきで、泥棒で、反抗的ないかさま師に対する長く、怒りを帯びた長口舌のようなものになった」としている。夫妻は標高17,657フィート (5,382 m) から21,000フィート (6,400 m) まで4か所でキャンプを行う計画を立てた。労働者の問題はあったが、ワークマン夫妻は他の登山者よりも高い位置、すなわちヌン・クンのZ1の頂点、標高20,278フィート (6,181 m) で夜を過ごし、そこを「キャンプ・アメリカ」と呼んだ。ウィリアムはファニーについて次のように記した。
彼女はその視界にある目標に注意を集中し、それをなす過程にあるかもしれない困難さや危険性ですら無視することが多かった。成功するために覚悟をもって臨み、覚悟が無ければ失敗していたであろう成功を勝ち得る勇気があった。あらゆる機会を活かすという信念があった。諦めることを知らず、意思を挫くような困難さを前にして引き返すことを最初に言い出す者ではなかった。
この旅の間にワークマン夫妻が作った地図は質が悪かった。メイソンに拠れば、この夫妻は地形的な方向についてセンスが悪く、すなわち彼らが計測したものは不正確であり、インド測量局で利用できないものだった。

### ピナクル峰と最高点到達記録

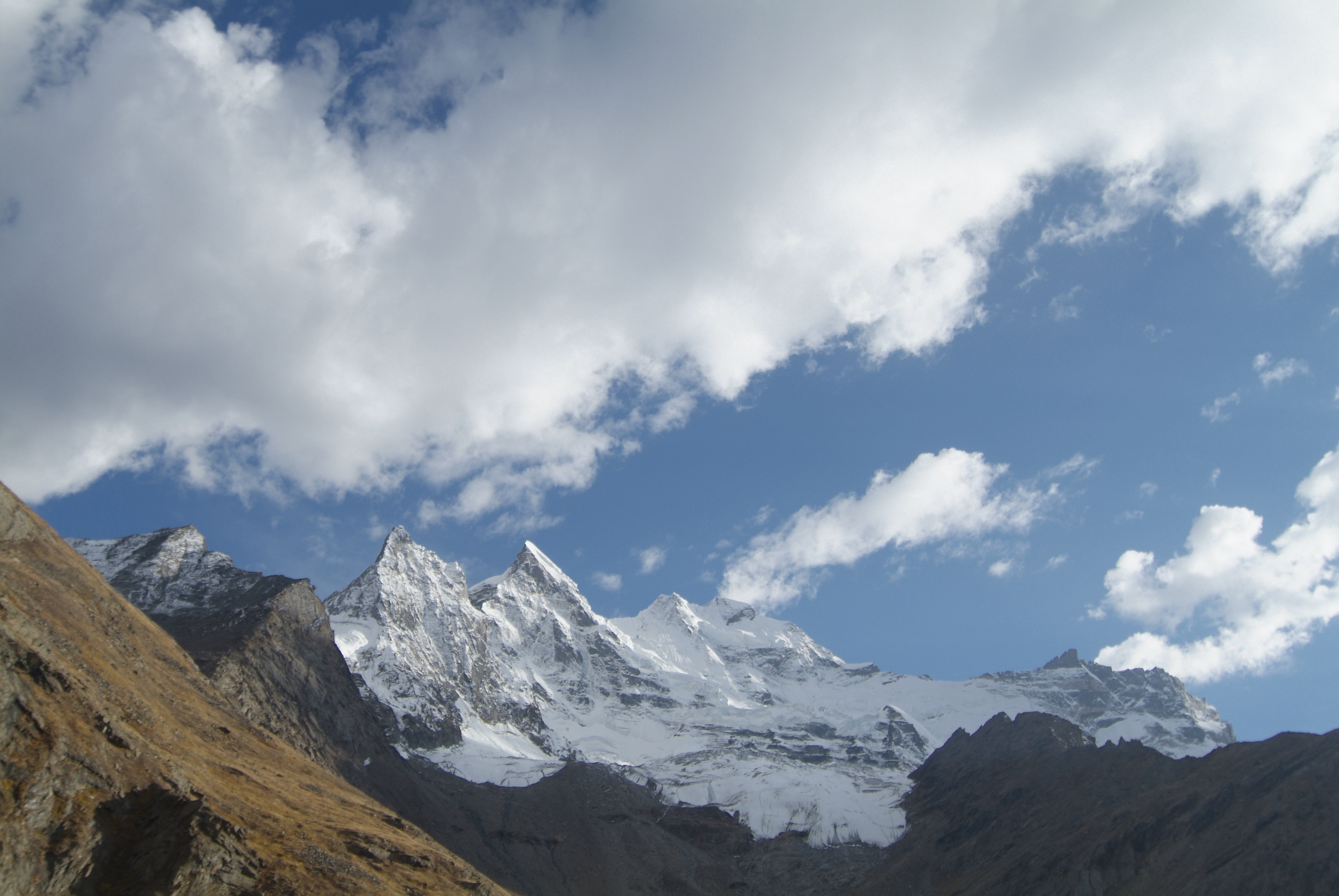
クン山（中央）とピナクル峰（左）、スル・バレーから見る

1906年、ファニーは47歳で、標高20,278フィート (6,181 m) から、標高22,735フィート (6,930 m)（彼女は23,263フィート (7,091 m) だと信じていた）のピナクル峰に登頂した。これは西ヒマラヤのヌン・クン山塊に属する山だった。彼女の登山にとって最大級の成功となった。イッサーマンとウィーバーが指摘しているように、彼女が「現代的な装備の恩恵も無く、その嵩張るスカートに邪魔されながら自力で山に登ったという事実は、彼女の能力と決意を物語っている」となる。ファニーが打ち立てた最高点到達記録は、1934年、ヘッティ・ダイレンファースがシア・カングリ（標高23,861フィート、7,442 m）に登った時に破られた。このときファニーとウィリアムはどちらも23,000フィート (7,000 m) 以上まで昇ったと信じており、自分たちを高高度にまで昇る指導的な専門家であると見なしていた。
ファニーはピナクル峰の高さについて、特にアニー・スミス・ペックなど異議を唱える者全てに対して活発に弁護を続けた。1908年、ペックはペルーのワスカラン山に登り、それが標高23,000フィート (7,000 m) 以上だと信じて新記録を主張した。しかし、ペックはこの山の高さについて誤った情報を得ており、計測できなかった距離を誇大に言っていた。ファニーは大変負けず嫌いだったので、サービス・ジオグラフィック・ド・ラルメーからフランス人測量士のチームを13,000ドルで雇い、ワスカラン山の高さを測らせ、それが実際には22,205フィート (6,768 m) であることを突き止めた。ファニーの記録が最高点到達記録であることを確認した。ポーリーは、「皮肉なことに、高い地位にある男性と彼女が同等であることを証明するという決意が、彼女を越えようとするアメリカ女性を萎ませる攻撃で頂点に達した」と説明している。ファニーは最善の女性であろうと決断しており、細部に拘る記録保持者でもあったので、その成果を証明することができた。ポーリーは、「ファニー・ワークマンが当時は男性のスポーツであったもので、優秀であろうとしたフェミニストとしての決断に値する認知を得ていたならば、彼女が到達した高度と同じぐらい正確な記録保持者に固執することで、記憶されたに違いない」と結論付けている。

### ヒスパー氷河とシアチェン氷河

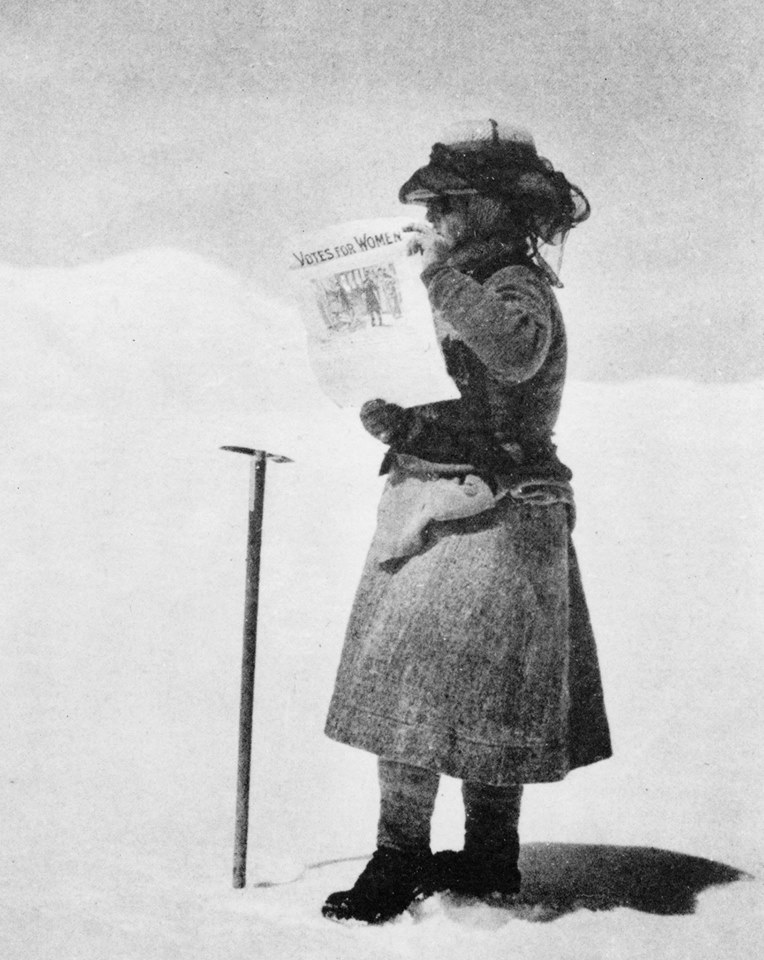
シルバー・スローン・プラトーに立つファニー・ワークマン、新聞を持っており、「女性に選挙権を」と読める

1908年、ワークマン夫妻はカラコルムに戻って来て、フンザ・ナガー地域の全長38マイル (61 km) のヒスパー氷河を探検した。標高17,500フィート (1,500 m) のヒスパー峠をギルギットからナジールに抜け、全長37マイル (60 km) のビアフォ氷河をアスコルまで進んだ。これら氷河を全踏破したのも新たな記録であり、ヒマラヤ山脈のこの大きさの氷河を渡ったことでは最初の女性となった。多くの面にある氷河を探検した初めての機会であり、イタリア人ポーターが作成した地図はこの地域で初の地図となった。彼らは高度が心理に与える効果を記録し、氷河と氷の頂上を研究し、気象観測を行った。その中にはアネロイド気圧計と沸点温度計の両方で記録した高度データが含まれていた。
1911年と1912年、ワークマン夫妻はローズ氷河とマッシャーブルム山周りのバルティスターンにある全長45マイル (72 km) のシアチェン氷河を探検した。これは当時の世界で最も広く長い亜寒帯氷河であり、ほとんど探検されておらず、近づきがたい所だったので、夫妻の経歴の中でも最も重要な成果となった。夫妻は2か月間で45マイル (72 km) の氷河を歩き、幾つかの山に登り、地域の地図を作った。この期間全て標高15,000フィート (4,600 m) 以上で過ごし、頂上を極めたインディラ・コル（標高18,911フィート、5,764 m）にその名前をつけた。この遠征中に、イタリア人ガイドの1人がクレバスに落ちて死んだ。ファニーは落下を免れることができた。他の者達も酷く動揺したが、その行程を続けた。シアチェン氷河の頂点に近いシア・ラ峠（標高18,700フィート、5,700 m）を越え、カベリ氷河のまだ探検されていなかった地域を進んだ。この探検とその結果書かれた本はファニーの業績の中でも最大級のものである。この旅についてその著作『氷の中の2つの夏、東カラコルムの荒野』の中で書いているように、彼女がこの遠征隊を組織し率いた。「このとき、ハンター・ワークマン博士は私に同道したが、私が食料係、写真係、氷河学者であり、私がこの遠征隊の責任ある指導者であり、私の努力が大部分その成功にも失敗にも掛かっていた」としていた。標高21,000フィート (6,400 m) の高原の上で、ファニーが題字に「女性に選挙権を」と書かれた新聞を広げ、それを夫が象徴的な写真として撮影した。夫妻はグラント・ピーターキンやサージャン・シングなど訓練された高山のガイドや測量士を連れてきており、そのシアチェン氷河について作成した地図は、それまでワークマン夫妻が作成に貢献した多くの地図とは異なり、その後も長く使われ続けた。

## 晩年と死

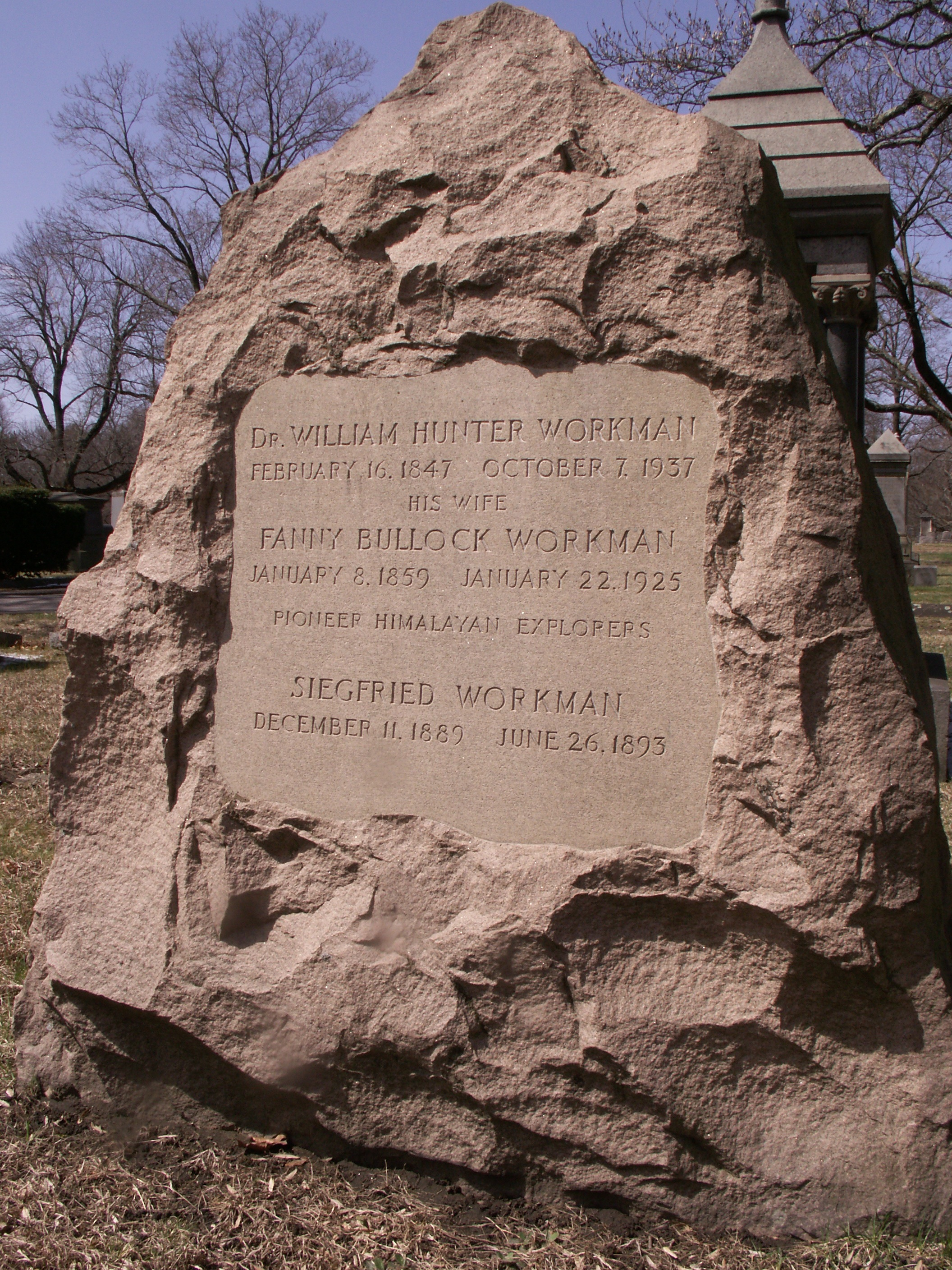
ファニー・ブロック・ワークマンに捧げられた記念碑、マサチューセッツ州ウースター市ルーラル墓地

ワークマン夫妻は、1908年から1912年の旅を終えた後、1914年に第一次世界大戦が勃発したこともあって、探検を止め、執筆や講演の活動に転換した。ファニーはパリのソルボンヌ大学で講演した初のアメリカ人女性となった。王立地理学会の会員として認められた最初期の女性ともなった。これは氷河作用やその他の現象に関する科学的考察などを出版したことから得られたものだった。ヨーロッパの10の国の地理学会から名誉メダルを贈られてもおり、その結果、アメリカン・アルパイン・クラブ、王立アジア学会、クラブ・アルピーノ・イタリアーノ、ドイツ・オーストリア・アルパイン・クラブ、クラブ・アルパイン・フランセの会員にも選出された。ファニーはこれらの顕彰を大変誇りに思い、その著書の表題ページにそのリストを載せた。
ファニーは1917年に病気になり、長く療養生活を行った後の1925年、フランスのカンヌで死んだ。その遺灰はマサチューセッツ州で埋葬され、現在はウースター市のルーラル墓地にある記念碑の下で、その夫と共に葬られている。その碑には「パイオニア的ヒマラヤ探検家」と記されている。彼女の遺志により、ラドクリフ、ウェルズリー、スミス、ブラインモーアの4大学に125,000ドルが遺された。その遺産は婦人の権利について長く続いた興味を示すものであり、女性は男性と同等であると言う信念を示すものだった。

## 遺産

### 登山の世界の女性
ファニーはアニー・スミス・ペックと共に、20世紀初期に世界でも最も著名な女性登山家の一人として認められた。その競争関係はこの惑星で最も遠隔にあり、難しい地形でも女性が登れることを示し、男性登山家と同じ業績を上げた。女性が本当に登山に関わるようになったのはペックとファニーの業績があったからだった。特にヒマラヤ山脈では、それまで登山は裕福なイギリス人男性に独占されていた。他の女性がヒマラヤ山脈に登るようになったのは、第一次世界大戦も終わってからのことであり、その時には登山の装備や組織も改良されて、遠征の危険性や困難さを減らしていた。
ファニー自身は熱心なフェミニストであり、婦人参政権の支持者であり、読者には如何に彼女の貢献や業績が女性全ての位置づけに反映されたかを理解してくれることを望んだ。その著作の中で、ファニーは自分のことを「ヴィクトリア期女性の礼儀作法の標準を問題にし、違背している」者と描いた。女性は強いので、暑く湿気た場所で長距離を自転車で行くこと、あるいは、寒い中で高高度の山に登ることのように、厳しい肉体的行動に耐えることが如何に容易であるかを示すことで、家庭の外でも十分繁栄して行けることを示した。ファニーは筋肉の王国に挑戦した。「アルパイン・ジャーナル」におけるファニーの死亡記事は、彼女が直面した挑戦に触れ、彼女は「性の対立を苦しいと感じた」と言っている。この記事の著者は「意識されない感覚が、長い間男性に任されていた探検という領域に女性が入り込む新規さについて我々に語らせ、ある地域では存在していたかもしれず、 ...あるいは起こりつつあったのであり、 ...そのような雰囲気を我々はよそよそしいものと言うのであろうか?」と付け加えた。しかし、ヴィクトリア期登山に関するアン・コリーの研究では、ヒマラヤのような高高度よりも低い高度あるいは通常の生活で性差別があからさまなものだったと主張している。コリーは、「社会の圧力から出て来るような些細な意見とは離れて、高く、雪の線より上であるいは遠隔の地域で、女性登山家は十分に平等と権力を経験できる。 ... 彼女たちが選ぶならば、スポーツマンのようにあるいは男性と競い合う者のようにあることができる」と述べている。ティングレーはその著書『文学者伝記の辞書』のファニーに関する項目で、「積極的で、決意があり、妥協を知らない、世紀の変わり目のアメリカ人女性旅行家」とし、「職業的登山家や測量士として働き、最も遠いのはヒマラヤまで彼女とその夫が実行した遠征について著書を著した最初期の女性である。彼女は女性参政権の強力な提唱者であり、他の女性旅行者や登山者にとってロールモデルとなると自らを考えていたことを明らかにした」と書いている。
ファニーがその遺志で残した金を遣って、ウェルズリー大学は、毎年1人の卒業生に如何なる専攻であっても大学院での研究を行わせるために、ファニー・ワークマンの名前を付けた16,000ドルの奨学金を提供している。ブラインモーア大学はファニー・ブロック・ワークマン旅行奨学金を設立し、その基金の許す範囲で、考古学あるいは芸術史の博士候補者に与えることとしている。

### ヒマラヤの探検
メイソンに拠ると、ワークマン夫妻が制作した多くの本と記事は「今でも有益」であり、特に写真やイラストが有益だが、地図の方は「嘘があり、常に信頼できるとは言えない」としている。ある評価では、ワークマン夫妻が気象条件、氷河学、さらに高高度が人体とその適合性に如何に影響するかを述べているところは優れているが、地形の記述がお粗末だと言っている。ワークマン夫妻は、ヒマラヤ山脈が登山に挑戦する究極の場所であり、その探検が、登山というものを体力を使うレクリエーションから、真剣な調節された競いあうスポーツに変革させたことを理解した最初期の登山家である。イッサーマンとウィーバーに拠れば、「ワークマン夫妻は、誰も疑うことができない大胆な探検家であり登山家であるが、世間に認知され名誉を得ることに熱心であったために、彼らのなしたことの独創性や重大さを過大に言うことがあった積極的な自己宣伝者でもあった」としている。イッサーマンとウィーバーはその最終的評価の中で、「彼らは当時のだれよりも多くの距離を歩き、多くの山に登った。彼らは豪華にイラストを入れ広く読まれた遠征記5巻を制作した。ファニーは女性という単純な徳によってもちろん、ヒマラヤの貴重な先人となった。しかし、ワークマン夫妻は、偉大な登山家ではなかった。かれらのベストであっても、そのイタリア人ガイドが苦労して得たステップの跡を上手に従った活発で能力あるパトロンだった」と言っている。しかし、ポーリーはワークマンに関する章で、「ファニー・ワークマンに関する最近の証言が幾つか、彼女の業績を軽視し、あるいは小さく見せる傾向にあるが、遥かに大きな業績が来ることに気付いていなかった同時代の者達はワークマン夫妻に高い敬意を抱いている。」と記している。彼らはヒマラヤ山脈を深く探検した最初のアメリカ人であり、それまでヒマラヤ登山でイギリス人の独占であった状態を破った者である。

## 著作

### 書籍
- Algerian memories : a bicycle tour over the Atlas to the Sahara. London: T.F. Unwin. (1895). p. 216 2015年8月28日閲覧。
- Sketches awheel in modern Iberia. London: Unwin. (1897). pp. 280 2015年8月28日閲覧。
- In the ice world of Himálaya, among the peaks and passes of Ladakh, Nubra, Suru, and Baltistan. New York: Cassell & Company, Limited. (1900). pp. 204 2015年8月28日閲覧。
- Ice-Bound Heights of the Mustagh: An Account of Two seasons of Pioneer Exploration and High Climbing in the Baltistan Himalaya. London: A. Constable & Co.. (1908). pp. 444 2015年8月28日閲覧。
- Peaks and Glaciers of Nun Kun: A Record of Pioneer-Exploration and Mountaineering in the Punjab Himalaya. London: Constable and Company Ltd.. (1909). pp. 411 2015年8月28日閲覧。
- The Call of the Snowy Hispar: A Narrative of Exploration and Mountaineering on the Northern Frontier of India. New York: Scribner. (1911). pp. 520 2015年8月28日閲覧。
- Two Summers in the Ice-Wilds of Eastern Karakoram: The Exploration of Nineteen Hundred Square Miles of Mountain and Glacier. New York: E. P. Dutton & Company. (1916). pp. 578 2015年8月28日閲覧。

### 記事
- "Among the Great Himalayan Glaciers." National Geographic 13 (Nov. 1920): 405–406.
- "First Ascents of the Hoh Lumba and the Sosbon Glaciers in the Northwest Himalayas." Independent 55 (December 31, 1903): 3108–12.
- Through Town and Jungle: Fourteen Thousand Miles A-Wheel Among the Temples and People of the Indian Plain. London: Unwin, 1904.
- "Miss Peck and Mrs. Workman." Scientific American 102 (Feb 12 and April 16, 1910); 143, 319.
- "Recent First Ascents in the Himalaya." Independent 68 (June 2, 1910): 1202–10.
- "Conquering the Great Rose." Harper 129 (June 1914): 44–45.
- "Exploring the Rose." Independent 85 (January 10, 1916): 54–56.
- "Four Miles High." Independent 86 (June 5, 1916): 377–378.